# 何琳
何琳（1977年11月14日—），中国大陆著名女演员，中国电视金鹰奖、国际艾美奖“最佳女主角”获得者。

## 生平
何琳在大兴安岭深处的小学读了五年书，初中毕业后就读上海儿童艺术剧院，与陆毅是同班同学，后考入并毕业于北京电影学院96级表演系，与陈坤、赵薇、黄晓明、郭晓冬、颜丹晨、张恒等是同班同学。
大学二年级因出演《牵手》获中国电视金鹰奖“优秀女演员”奖。
1998年出演《大明宫词》的贺兰氏，一招翻云覆手舞给观众留下了深刻的印象。
2005年因出演电视电影《为奴隶的母亲》获国际艾美奖“最佳女主角”奖，也是第一个获此殊荣的亚洲女演员。

## 电视剧
- 2017年
  - 《继承人》(客串)
- 2012年
  - 《那金花和她的女婿》饰 丁心茹
- 2011
  - 《国家命运》饰 蒋英
  - 《青海花儿》饰 林文馨
  - 《激战江南》饰 关竹青（主角）
  - 《娘心计》饰 楚楚
  - 《血刃》饰 钟韶彩（主角）
- 2010
  - 《不能没有娘》饰 海娘
- 2009
  - 《金婚风雨情》饰 秀清
  - 《家常菜》饰 杨麦香
- 2008年
  - 《女人无悔》饰 石惠（主角）
  - 《阳光普照大地》饰 二丫（主角）
  - 《再向虎山行》饰 李梦颖
- 2007年
  - 《麻辣婆媳2》饰 吴芮（主角）
  - 《江南往事》饰 苏蔚慈
- 2006年
  - 《一一之吻》饰 杨一（主角）
  - 《双凤楼》饰 季素（主角）
  - 《周璇》饰 赵花
- 2005年
  - 《天地传奇》饰 女娲（主角）
  - 《麻辣婆媳》饰 吴芮（主角）
  - 《十月怀胎》饰 武清（主角）
  - 《美丽的谎言》饰 伍玫（主角）
  - 《梦回清河》饰 王美云（主角）
  - 《青天衙门之血手印》饰 秦梅娘
  - 《秦始皇》饰 孟姜女
- 2004年
  - 《各就各位之爱情演习》饰 缨子
  - 《新铡美案》饰 紫玉公主
  - 《萍踪侠影》饰 石翠凤
  - 《新科状元》饰 紫玉
- 2003年
  - 《张学良》饰 赵一荻（主角）
  - 《谷穗黄了》饰 杨芸芸
  - 《青天衙门之血手印》饰 秦梅娘
  - 《出奇制胜》饰 吕珊
- 2002年
  - 《手心手背》饰 徐美萍
  - 《钱王》饰 李香灵
  - 《可怜天下男人心》饰 林坤
- 2001年
  - 《乱世丽人》饰 赵文
- 2000年
  - 《欲望》饰 郝佳
  - 《白色陷阱》饰 阿紫
  - 《玲珑女》饰 秦梅雨
  - 《莲花太子》饰 赵小曼
- 1999年
  - 《庄姬公主》饰 赵文
  - 《星梦》饰 秋月
  - 《表演系的故事》
- 1998年
  - 《大明宫词》饰 贺兰氏
  - 《一年又一年》饰 陈晓欧
  - 《至爱》饰 米娜
  - 《琉璃厂传奇》饰 槐花
- 1997年
  - 《抉择》饰 李梅梅
  - 《牵手》饰 夏小冰
- 《贝加的樱桃班》（儿童剧）

## 电影
- 2009年
  - 《建国大业》饰 解放军女兵（客串）
- 2003年
  - 《为奴隶的母亲》饰 阿秀（主角）
  - 《义不容辞》饰 李菲菲（主角）
  - 《来不及爱你》
- 1999年
  - 《路缘情归》饰 肖虹（主角）
  - 《千禧金龙》饰 白冰冰
- 1993年
  - 《第一诱惑》饰 媛媛
- 1990年
  - 《禁烟枪手》饰 小兰

## 生平重要奖项
- 上海电影制片厂主办的《明日之星大赛》获“最具青春活力小姐”奖。
- 出演电视剧《牵手》获1999年第十七届中国电视金鹰奖“优秀女演员”奖。
- 出演电视电影《为奴隶的母亲》获2005年第三十三届国际艾美奖“最佳女主角”奖。